# Coelocrania sulcicollis
Coelocrania sulcicollis es una especie de insecto coleóptero de la familia Chrysomelidae.

## Distribución geográfica
Habita en Ceram y Nueva Guinea (Indonesia).